# Crassula marnieriana
Espèce
Classification APG III (2009)
Crassula marnieriana est une espèce de plantes grasses de la famille des Crassulaceae.

## Description
Plante originaire d’Afrique du Sud pouvant atteindre 20 centimètres de haut, la crassula marnieriana est une plante d'appartement très facile à entretenir.
Les feuilles épaisses stockent de l’eau et sont recouvertes d’une cuticule pour limiter l’évaporation de l’eau par les feuilles. Cette plante apprécie beaucoup la lumière directe.
De petites fleurs étoilées peuvent apparaître sur les plants adultes en hiver s’ils bénéficient de conditions adéquates (Températures : 6 à 12 °C).

## Culture
Elle apprécie une terre pour cactées bien drainante.
Sa croissance est (très) lente.